# Pressignac
Pressignac é uma comuna francesa na região administrativa da Nova Aquitânia, no departamento de Charente. Estende-se por uma área de 28,15 km². Em 2010 a comuna tinha 352 habitantes (densidade: 12,5 hab./km²).